# Meliponula bocandei
Meliponula bocandei är en biart som först beskrevs av Maximilian Spinola 1853.  Meliponula bocandei ingår i släktet Meliponula och familjen långtungebin. Inga underarter finns listade.

## Utseende
Arten är relativt stor för att vara ett gaddlöst bi, med svart och rödsvart huvud och mellankropp, ibland med gula markeringar på huvudet, samt tvåfärgade tergiter (bakkroppssegment): Den främre delen är svart eller nästan svart, den bakre delen orange. Arbetaren är omkring 7 mm lång. Hanen skills från honorna genom sina mycket mindre käkar.

## Ekologi
Släktet Meliponula tillhör de gaddlösa bina, ett tribus (Meliponini) av sociala bin som saknar fungerande gadd. De har dock kraftiga käkar, och kan bitas ordentligt. Just denna art är emellertid ett påtagligt fredligt bi. Som alla arter inom släktet är biet en viktig pollinatör av ekonomisk betydelse för jordbruket. Det förekommer att man skördar honung från vildlevande samhällen.
Boet förläggs till relativt grova trädstammar i brösthöjd, gärna i varmare lägen. Det händer även att bina upprättar sina bon i människokonstruerade kupor. Boet är till stor del uppbyggt av vax blandat med kåda, särskilt i ytterhöljet även med inblandning av växtmaterial och jord. De cylindriska cellerna är uppdelade så att pollencellerna finns överst i boet, de avsedda för honungsförvaring längre ner.
Arten är födogeneralist och flyger till blommande växter ur många familjer, som akantusväxter, brakvedsväxter, Burseraceae (en familj i kinesträdordningen), halvgräs, harsyreväxter, johannesörtsväxter, korgblommiga växter, malvaväxter, myrtenväxter, måreväxter, sesamväxter, sumakväxter, verbenaväxter och ärtväxter.

## Utbredning
Meliponula bocandei finns i större delen av det tropiska Afrika från Guinea och Benin i norr till Namibia och Botswana i söder.